# نورث کانادا ایر
نورث کانادا ایر (به انگلیسی: North Canada Air) یک شرکت هواپیمایی است. دفتر مرکزی نورث کانادا ایر در پرینس آلبرت، کانادا واقع شده‌است.